# Jacek Nikliński
Jacek Nikliński (ur. 1963) – polski lekarz, profesor nauk medycznych, rektor Uniwersytetu Medycznego w Białymstoku w kadencjach 2008–2012 i 2012–2016.

## Życiorys
Absolwent Liceum Ogólnokształcącego im. Mikołaja Kopernika w Grajewie. W 1988 ukończył studia lekarskie na Akademii Medycznej w Białymstoku, w tym samym roku podejmując pracę na tej uczelni w Klinice Chirurgii Klatki Piersiowej. Uzyskiwał kolejne stopnie naukowe w zakresie nauk medycznych – w 1991 doktora, a w 1999 doktora habilitowanego. W 2004 otrzymał tytuł naukowy profesora. W latach 90. przebywał na stypendium naukowym w Stanach Zjednoczonych, odbywał też staże naukowe na zagranicznych uczelniach europejskich. W latach 2002–2008 przez dwie kadencje był prorektorem ds. nauki AM w Białymstoku, przekształconej w uniwersytet medyczny. W 2008 został wybrany na rektora UMB, cztery lata później uzyskał reelekcję na kolejną kadencję.
Specjalizuje się w zakresie chirurgii klatki piersiowej. Opublikował szereg prac naukowych, obejmował stanowiska w organach doradczych przy ministrze zdrowia i ministrze rozwoju regionalnego. Działa w Polskim Towarzystwie Kardio-Torakochirurgów oraz w Stowarzyszeniu Na Rzecz Wspierania Badań, Poprawy Diagnostyki i Skuteczności Leczenia Nowotworów.
W 2023 na wniosek prezesa Agencji Badań Medycznych Radosława Sierpińskiego minister zdrowia Adam Niedzielski powołał go w skład Naczelnej Komisji Bioetycznej.

## Odznaczenia
W 2011 odznaczony Krzyżem Oficerskim Orderu Odrodzenia Polski.